# Fallou Sarr
Mouhamadou Fallou Mbacke Sarr (sinh ngày 5 tháng 1 năm 1997) là một cầu thủ bóng đá chuyên nghiệp người Sénégal hiện đang thi đấu ở vị trí thủ môn cho câu lạc bộ Cremonese tại Serie B. Bên cạnh đó, anh cũng có hộ chiếu quốc tịch Ý.

## Sự nghiệp thi đấu

### Prato
Sarr ra mắt cho Prato vào ngày 4 tháng 10 năm 2017 trong trận đấu thuộc khuôn khổ Serie C gặp Carrarese.

### Carrarese
Ngày 6 tháng 7 năm 2018, anh gia nhập Carrarese.

### Ascoli
Ngày 15 tháng 9 năm 2020, Sarr chuyển tới Ascoli theo dạng cho mượn đến ngày 30 tháng 6 năm 2021.

### Cremonese
Ngày 27 tháng 8 năm 2021, anh gia nhập Cremonese.